# The Enemy Inside
『The Enemy Inside』（ジ・エネミー・インサイド）は、日本のロックバンド・coldrainが2011年2月16日にVAPからリリースした、2作目のスタジオ・フルアルバムである。

## 内容
coldrain通算2枚目のフルアルバム(アルバム自体は3作目)。前々作『Final Destination』と比べ、ギターの音量がやや抑えられ、代わりにベースが聴きとり易いミキシングに施されている。尚、今作からはシングルが一切出ていない。収録曲全て英語詞。

## 収録曲
1. To Be Alive　(3:19)
作詞：Masato　作曲：Masato、Y.K.C
2011年初めて公開された楽曲。
PVでは、謎の武装集団からメンバーが逃げるというコンセプト。
2. New Fate　(3:09)
作詞：Masato　作曲：Masato、Sugi
3. Rescue Me　(3:29)
作詞：Masato　作曲：Masato、Y.K.C
『To Be Alive』に続き公開された楽曲。
PVは『To Be Alive』の続編。
4. Adrenaline　(3:30)
作詞：Masato　作曲：Masato、Y.K.C
5. you　(4:32)
作詞：Masato　作曲：Masato、Y.K.C
6. The Maze　(3:24)
作詞：Masato　作曲：Masato、Y.K.C
タイトルの『Maze』とは、『迷宮』という意味。
ゲストボーカルにSiMのMAHが参加している｡
7. Rise And Fall　(3:26)
作詞 / 作曲：Masato
8. Confession　(4:17)
作詞：Masato　作曲：Masato、Sugi
ロックバラード。
9. A Tragic Instinct　(3:38)
作詞：Masato　作曲：Masato、Y.K.C
ラジオサウンド化したヴォーカルと、ジャズ調のギターから始まる。
3番への移り変わりにも同様のエフェクトが掛る。
10. Hollow　(4:19)
作詞 / 作曲：Masato
Y.K.Cとしては珍しく、ワウが使われている。

## 参加ミュージシャン
- Masato：ボーカル・コーラス
- Y.K.C：ギター
- Sugi：ギター
- RxYxO：ベース
- Katsuma：ドラム